# Il caso Cragge
Il caso Cragge o Il caso Claudia Cragge (File on Claudia Cragge) è un romanzo giallo scritto dal collettivo noto come Quentin Patrick.
Il volume raccoglie una vera e propria documentazione di indagine poliziesca. All'interno l'autore ha realizzato relazioni dell'agente investigativo incaricato del caso, verbali di interrogatori, fotografie, lettere e documenti trovati nel corso delle indagini, piantine della scena del crimine e reperti fisici come cartoncini con campioni di sangue, bustine di cipria e matrici di assegni.
È, inoltre, un romanzo interattivo contenente una "sfida al lettore" sulla falsariga delle opere di Ellery Queen: al termine della lettura del fascicolo, si è chiamati a fornire la soluzione della vicenda e verificare, poi, se combacia con quella degli inquirenti, staccando una linguetta che dà accesso all'ultimo capitolo.

## Storia editoriale
È stato pubblicato in Italia nel 1964, in edizione cartonata, come omaggio fuori commercio agli abbonati del Giallo Mondadori.
L'unica ristampa risale al 1986, questa volta presentato in forma di fascicolo come nell'edizione originale degli anni Trenta, sempre a opera di Arnoldo Mondadori Editore, per di più con una sovracoperta di colore giallo che riproduce in piccolo quella originale.
Si tratta di un'opera in tutto simile ai "Crime Dossiers" considerati idea originale di Dennis Wheatley e Joseph Gluckstein Links, uno solo dei quali arrivato in Italia: Un delitto al largo di Miami. Quentin Patrick ha peraltro scritto ulteriori opere in questa forma, ma mai tradotte.

## Trama
Claudia Cragge, seconda moglie del defunto Eliot Wonderby Cragge, eccentrico appassionato di spiritismo e ricchissimo amministratore del Cragge Trust Fund, viene uccisa nel corso di una seduta spiritica al buio, alla presenza dei parenti acquisiti, della medium Julie Van Mass e anche del tenente Trant della Polizia di New York. Quest'ultimo, infatti, era stato messo in guardia su un possibile rischio di delitto dalla cognata della vittima, Isobel Pegem, ed era stato inviato a partecipare in incognito.
Tra i primi indizi per un possibile movente, si apprende che, seguendo le ultime volontà del coniuge, Claudia Cragge stava rimodulando il testamento di Eliot e svolgeva degli accertamenti che avrebbero potuto escludere qualcuno dei familiari dalla munifica eredità. In base alle verifiche del medico legale, la donna risulta essere stata strangolata utilizzando la corda di una tromba avvolta attorno al collo. Il poliziotto, pur senza vedere nulla, ha scattato delle foto a infrarossi durante la seduta e l'audio di tutto ciò che si è detto è stato registrato attraverso un dittafono. Dalla trascrizione della registrazione, emerge come una voce sconosciuta, attribuita allo spirito del defunto, abbia detto a Claudia di non cambiare il testamento, e che i precedenti sospetti che le aveva manifestato fossero da ritenersi fugati.
Tra le prove trovate sul luogo del delitto, della cipria da donna sul vestito della defunta; una figurina dello scrittore Joseph Conrad; rettangoli di carta con macchie di sangue nella borsetta della vittima. Il tenente Trant procede agli interrogatori dei presenti, legati da rapporti poco chiari. Nel frattempo, la camera della donna assassinata viene data alle fiamme da un ignoto, facendo distruggere documenti e alcuni assegni. Le indagini si concentrano sull'attività della medium, sospettata di aver manovrato la seduta con trucchi e influenzato il presunto messaggio di Eliot Cragge per influenzare la vittima. Inoltre, Trant approfondisce i cartoncini con il sangue che riportano una serie di sigle che si scopre essere i gruppi sanguigni dei diversi campioni prelevati.
In una riunione di famiglia-resa dei conti, Trant riesce a incastrare l'assassino, che si rivela essere il nipote di Eliot, Peter Pegem. Figlio, in realtà, della stessa medium, e non di Isobel, non avrebbe avuto alcun diritto all'eredità qualora la Cragge avesse continuato negli accertamenti, acquisendo prove sufficienti, sulla base del gruppo sanguigno differente, per identificarlo come discendente di un altro ceppo familiare. L'assassino confessa il delitto e poi, mentre i poliziotti verbalizzano, ingoia una capsula di cianuro, togliendosi la vita e svelando il suicidio in un ultimo messaggio scritto a mano.

## Edizioni
- Il caso Cragge, Arnoldo Mondadori Editori, 1964
- Il caso Claudia Cragge, Mondadori, 1986